# Abbey Road
 For alternative betydninger, se Abbey Road (flertydig). (Se også artikler, som begynder med Abbey Road)
Abbey Road er titlen på det ellevte album af The Beatles. Det blev udgivet den 26. september 1969. Sangene på albummet var de sidste som gruppen indspillede, men albummet blev alligevel kun deres næstsidste, da det sidste album, Let It Be, faktisk allerede var optaget tidligere i 1969, men endnu ikke var blevet færdigredigeret.
Abbey Road er opkaldt efter den gade i London hvor et af EMI's pladestudier, det nuværende Abbey Road Studios, ligger. Studiet var The Beatles' foretrukne.

## Albumcoveret
Albumcoverets foto viser de fire beatler, der krydser Abbey Road i et fodgængerfelt. Siden hen er fodgængerfeltet blevet et tilløbsstykke for Beatles-fans, der besøger London.
Billedet blev også en del af de falske rygter om at Paul McCartney skulle være død: Modsat de tre andre beatler går Paul McCartney barfodet med lukkede øjne, desuden går hans fødder i modtakt af de andres, og han holder en cigaret i højre hånd, selv om han er venstrehåndet. På en Folkevogn, der holder parkeret i baggrunden, er nummerpladen "281F", hvilket skulle stå for "28 if", fordi McCartney ville have været 28 år, hvis (if) han var i live (McCartney var dog i virkeligheden kun 27 år, da billedet blev taget). På billedet er John Lennon langskægget og iklædt hvidt tøj, hvorfor han ifølge rygterne skulle repræsentere Jesus, mens sortklædte Ringo Starr skulle forestille bedemanden, og George Harrison, der var iklædt cowboytøj, en graver.

## Numre
Alle sange er skrevet af Lennon/McCartney, med mindre andet er angivet.
1. "Come Together" – 4:20
2. "Something" (Harrison) – 3:03
3. "Maxwell's Silver Hammer" – 3:27
4. "Oh! Darling" – 3:26
5. "Octopus's Garden" (Starkey) – 2:51
6. "I Want You (She's So Heavy)" – 7:47
7. "Here Comes the Sun" (Harrison) – 3:05
8. "Because" – 2:45
9. "You Never Give Me Your Money" – 4:02
10. "Sun King" – 2:26
11. "Mean Mr. Mustard" – 1:06
12. "Polythene Pam" – 1:12
13. "She Came in through the Bathroom Window" – 1:57
14. "Golden Slumbers" – 1:31
15. "Carry That Weight" – 1:36
16. "The End" – 2:19
17. "Her Majesty" – 0:23